# Skärgårdsstaden i Marviken

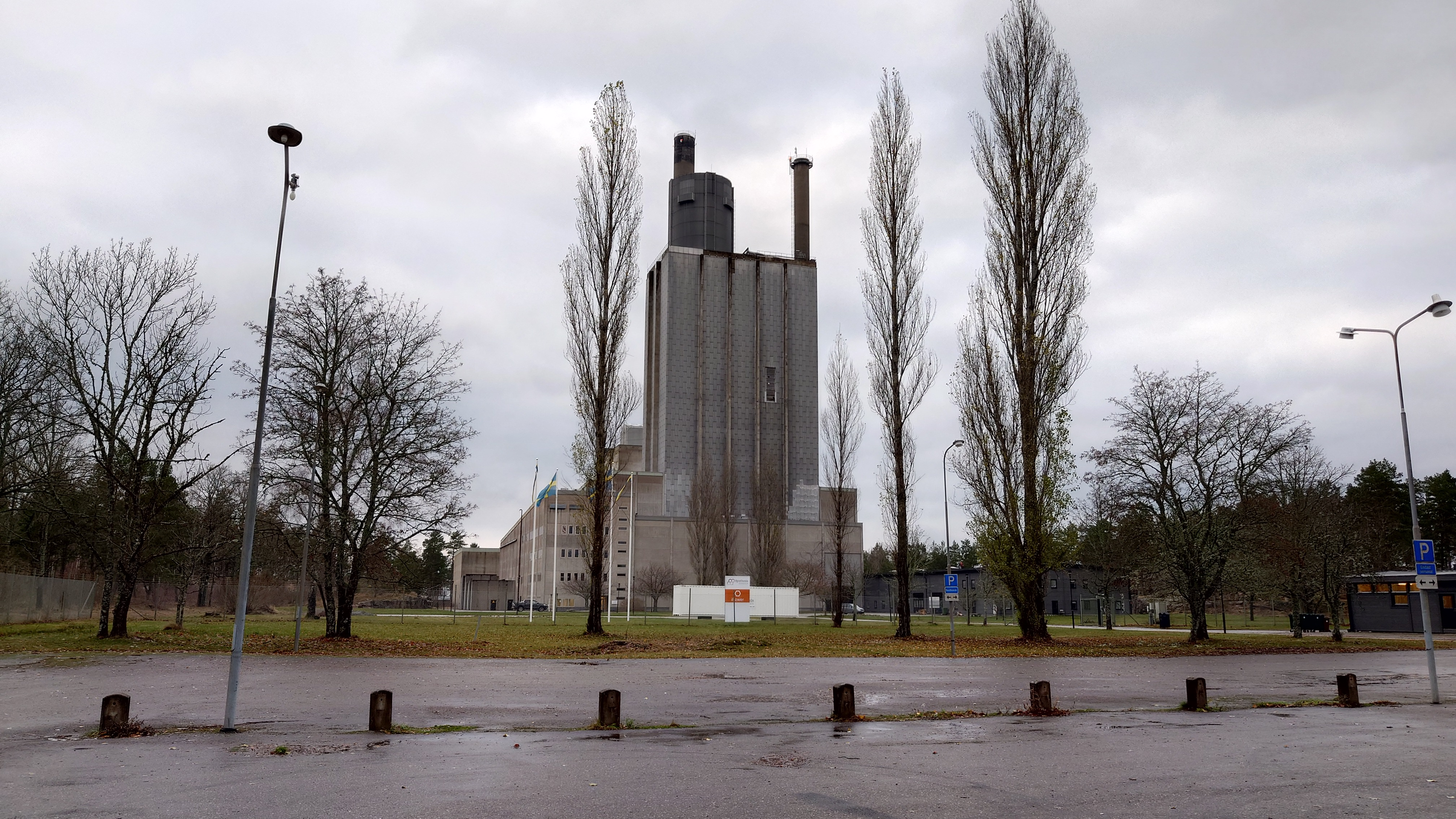
Marvikenverket 2022.

Skärgårdsstaden i Marviken var ett bostadsprojekt och rättsfall. Bolaget Synthesis Analytics köpte 2019 det tidigare kärnkraftverket Marviken på Vikbolandet i Norrköpings kommun för att där bygga en skärgårdsstad med 5 500 bostäder. Norrköpings kommun valde 2021 att helt avbryta detaljplaneprojektet efter uppgifter om kinesiska kopplingar. Synthesis Analytics menade att dem på grund av detta förlorat pengar och stämde kommunen. 2024 frikände Norrköpings tingsrätt kommunen.

## Projektet

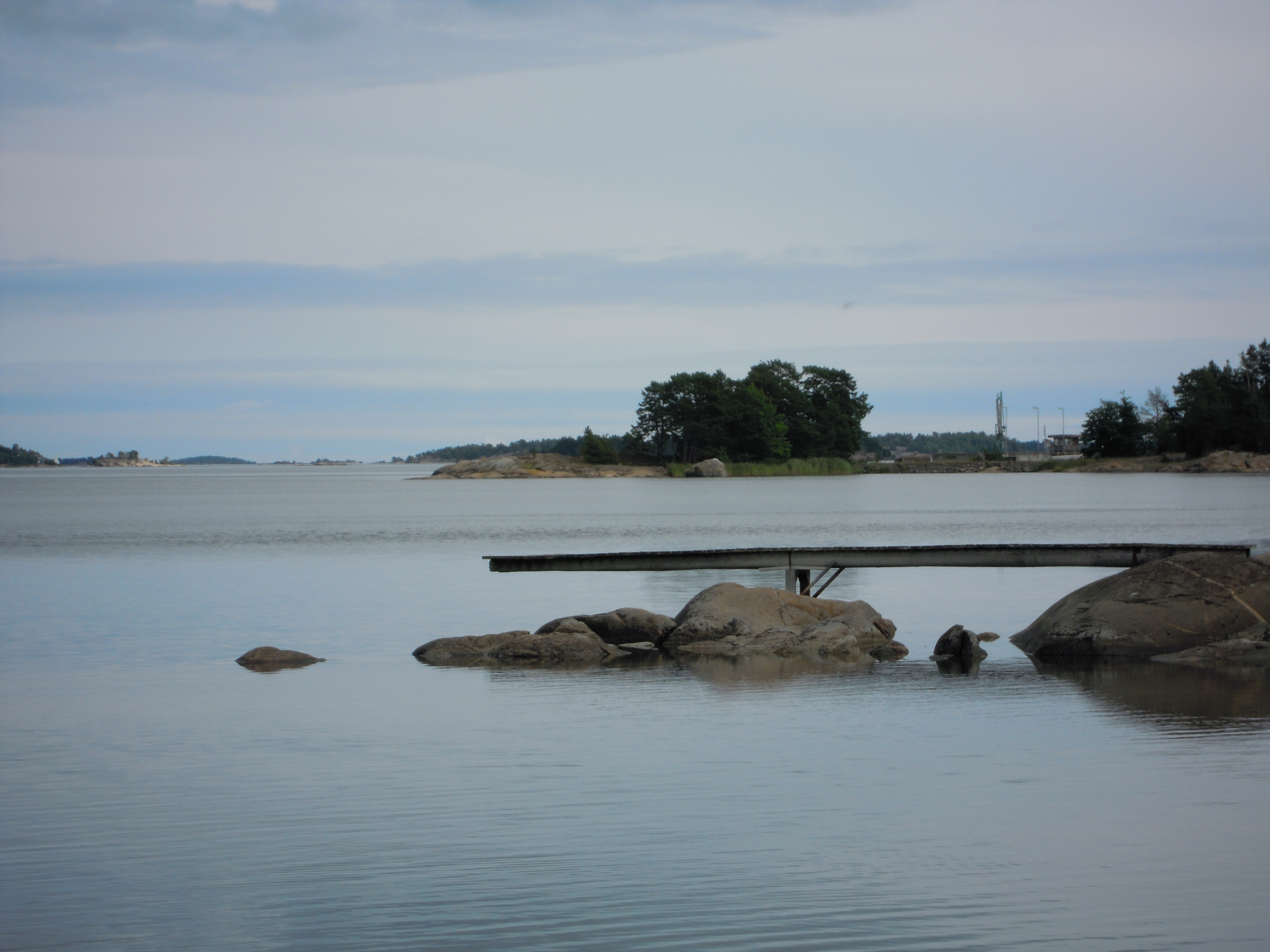
Bråviken vid Marviken.

2012 annonserade Vattenfall ut det nedlagda kärnkraftverket Marviken på Vikbolandet i Norrköpings kommun ut till försäljning. 2018 meddelande Synthesis Real Estate AB att de skulle köpa fastigheten, 2019 köpte området för 16,5 miljoner kr. Styrelseordförande för bolaget var entreprenören Niclas Adler. Från början omfattade projektet 500–600 bostäder. Företaget ville förvandla det gamla området till en skärgårdsstad med 5 500 nya bostäder och bland annat ett världskultursmuseum för kärnkraft och kärnvapen. Fastigheten Ramnö 1:1 bestod av 80 hektar land och 170 hektar vatten. Själva kraftverksbyggnaden var tänkt att stå kvar. Kostnaden för projektet beräknades från början till 4 miljarder kr, men ändrades senare till 20 miljarder kronor.

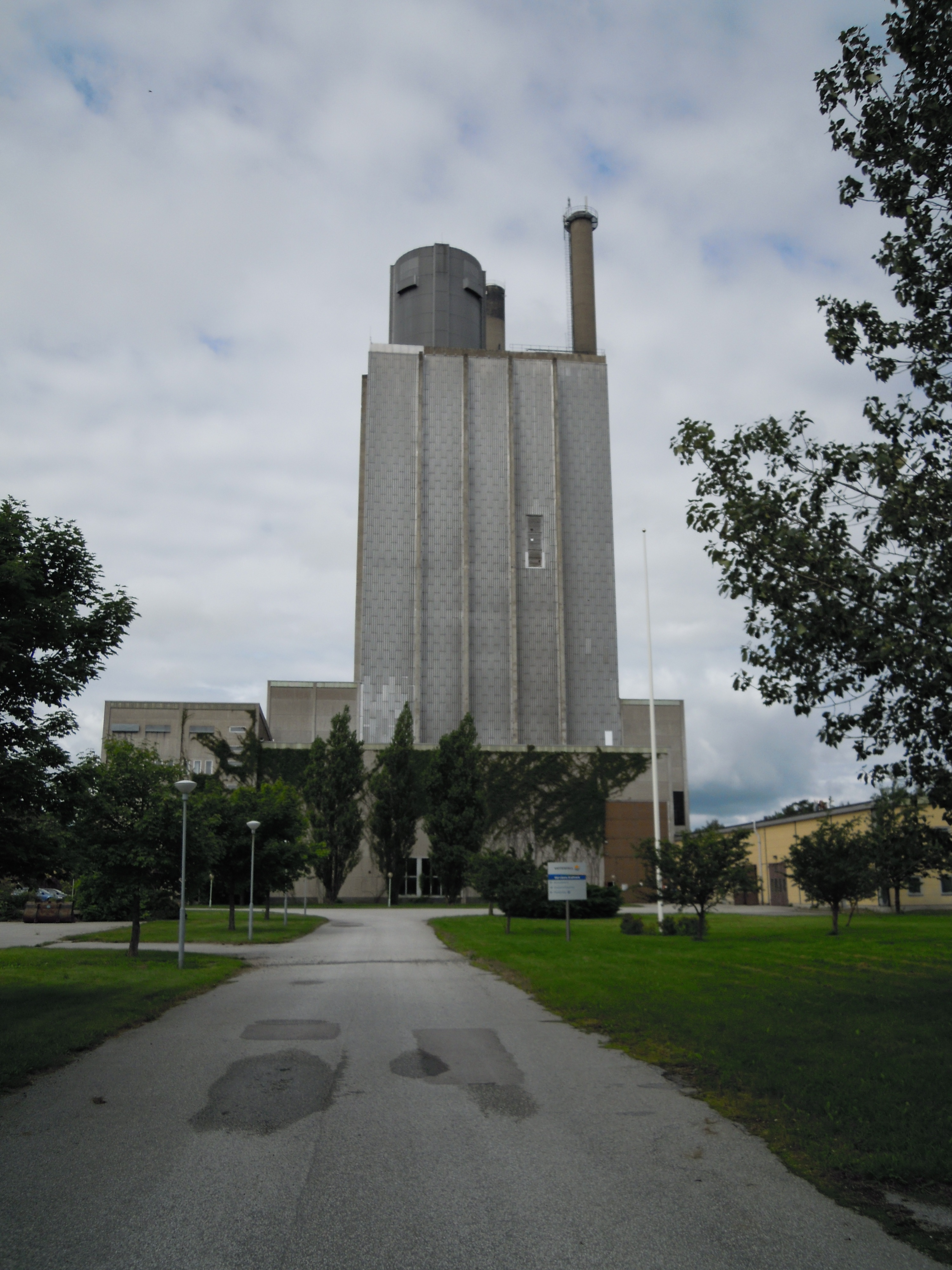
Marvikenverket 2010.

I samband med att projektet växte kraftigt beställde kommunen hösten 2020 en bakgrundskontroll säkerhetsföretaget Scutus av Niclas Adler och hans företag. När rapporten kom tillbaka pekade den på kopplingar mellan Niclas Adler och kinesiska intressen. Rapporten menade att detta kunde vare ett hot mot rikets säkerhet. Förutom det var kommunen även skeptiska till hur projektet skulle finansieras. Våren 2021 beslöt samhällsplaneringsnämnden i Norrköpings kommun att avbryta planerna för Skärgårdsstaden Marviken. Rapporten hemligstämplades sedan.

### Rapporten
2023 åtalades Scutus för att den hemligstämplade rapporten innehöll felaktigheter. Stockholms tingsrätt dömde Scutus på flera punkter och dömdes till att betala skadestånd till Niclas Adler. Chefsrådman Måns Wigén, skrev att rapporten innehöll "en del direkt felaktig information och en del annan missvisande information". Scutus dömdes att ersätta honom med drygt 580 000 kronor.
En av de centrala punkterna var Niclas Adlers koppling till två asiatiska affärsmän, som dök upp i det uppmärksammade målet mot Sveriges dåvarande Kina-ambassadör Anna Lindstedt 2020. Hon åtalades för att ha fört otillåtna förhandlingar med främmande makt, men friades i domstol.

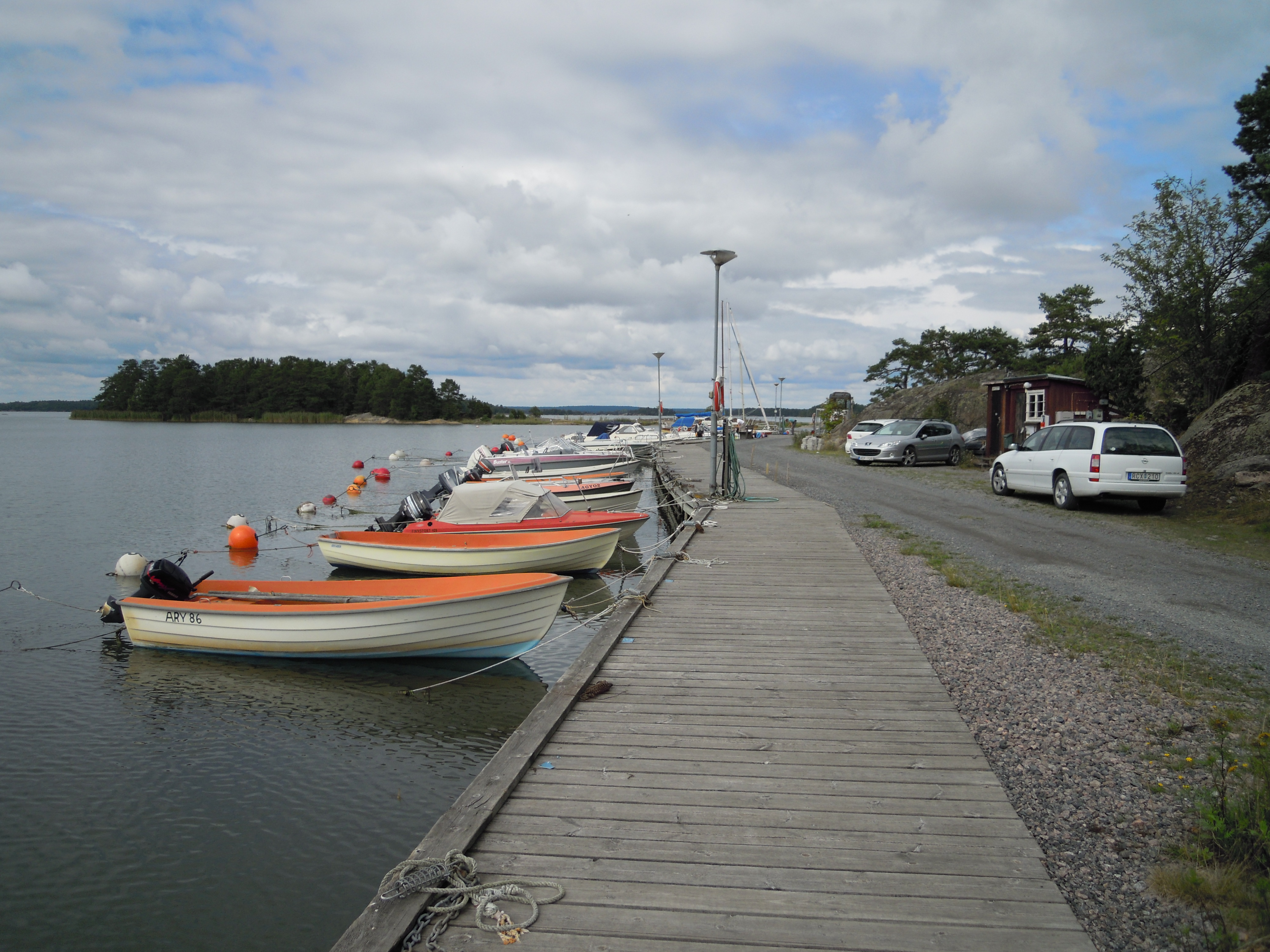
Bråviken vid Marviken.

Såväl Säpo som åklagaren menade att affärsmännen var kinesiska agenter, men domstolen ansåg inte heller att detta var bevisat. Den detaljen framkom inte i Scutusrapporten, trots att den friande domen hade meddelats flera månader tidigare. "Dessa uppgifter har varit väsentliga för de slutsatser och den rekommendation som Scutus lämnade", skrev Måns Wigén i domen. Scutus hade även brutit mot lagen om GDPR.
Dåvarande kommunstyrelseordförande, Lars Stjernkvist (S), menade att Scutus under rättegången medgav att en del felaktigheter förekom i rapporten, men att: "Nej, jag ångrar inget. Jag känner mig trygg i att det var rätt att avbryta samarbetet."

## NT:s granskning
Vid årsskiftet 2023/2024 såldes Marviken. Norrköpings Tidningar (NT) inledde då en granskning. Marviken hade då delats upp till fyra fastigheter.
Samtliga fastigheter ägdes fram till årsskiftet av Synthesis Analytics AB.
Enligt handlingar från Lantmäteriet stod att kraftverket såldes för en krona. Marken med djuphamnen såldes för 1,9 miljoner kronor och marken runtomkring för 5,1 miljoner. När Niclas Adler köpte Marviken av Vattenfall fick han i januari 2019 betala 16,5 miljoner kronor. Att sälja till ett mycket lägre pris kunde enligt tidningen innebära ett brott – om bolaget inte kan betala sina skulder. När Synthesis Analytics sålde fastigheterna i Marviken hade bolaget skulder på knappt en miljon kronor.
Två av fastigheterna ägs efter försäljningen av Marviken One AB och de andra två av Marviken Two AB. Dessa bolag ägs av ett annat bolag. Marviken One ägs i två led av Adler personligen.
NT begärde att få se aktieböckerna i sex av Adlers bolag, för att kunna följa ägarskapet av Marviken genom bolagsstrukturen. De lämnades dock inte ut och NT polisanmälde Adler för brott mot aktiebolagslagen.

## Rättegången
Synthesis Analytics stämde Norrköpings kommun för att de menade att bolaget förlorat stora summor pengar på att kommunen avbröt planerna på en skärgårdsstad i Marviken. Rättegången kunde inledas först 2024, främst på grund av Covid-19-pandemin.
Adlers advokat, Monica Crusner menade att kommunen hade gjort fel. Ett exempel enligt henne var att Lars Stjernkvist (S), dåvarande ordförande i kommunstyrelsen, inte hade rätt att fatta beslut som en annan nämnd förfogar över. Vilket är emot grundlagen.
En av kommunens advokater, Johan Lundgren, menade att Niclas Adlers stämning mot kommunen grundar sig i besvikelse över det havererade projektet, och att kommunen inte gjort något fel. Adlers två advokater yrkade ersättning på 3 725 463 kronor för målet. Kommunens två advokater yrkade ersättning på 1 544 800 kronor.
Norrköpings tingsrätt friade Norrköpings kommun och Niclas Adler och hans bolag Synthesis Analytics skulle betala kommunens rättegångskostnader på drygt 1,5 miljoner kronor.
I februari 2025 tog Göta hovrätt upp fallet.